# Klippskapania
Klippskapania (Scapania nemorea) är en bladmossart som först beskrevs av Carl von Linné, och fick sitt nu gällande namn av Riclef Grolle. Klippskapania ingår i släktet skapanior, och familjen Scapaniaceae. Enligt den finländska rödlistan är arten nära hotad i Finland. Arten är reproducerande i Sverige. Artens livsmiljö är andra skuggiga klippor. Inga underarter finns listade i Catalogue of Life.

## Bildgalleri

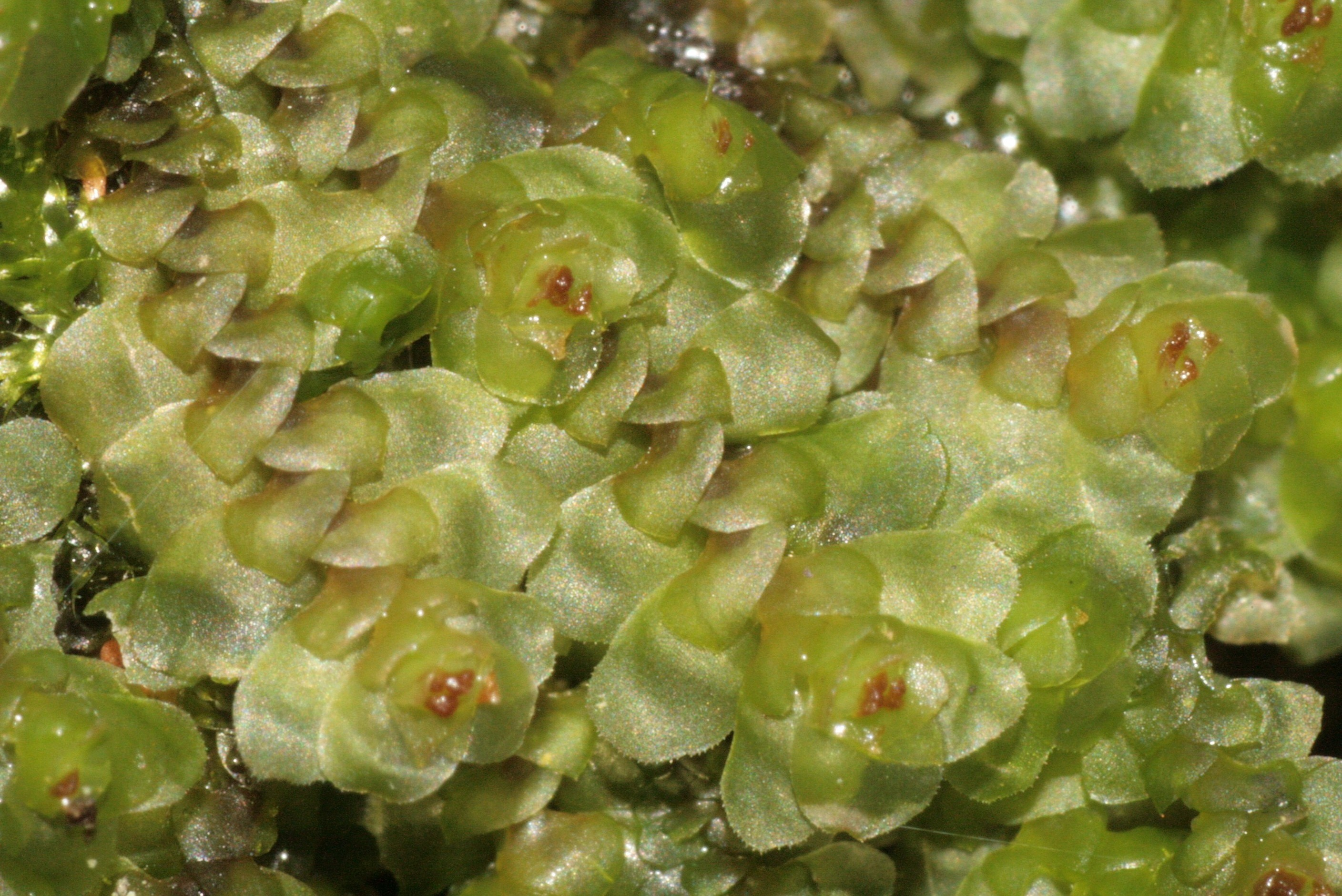
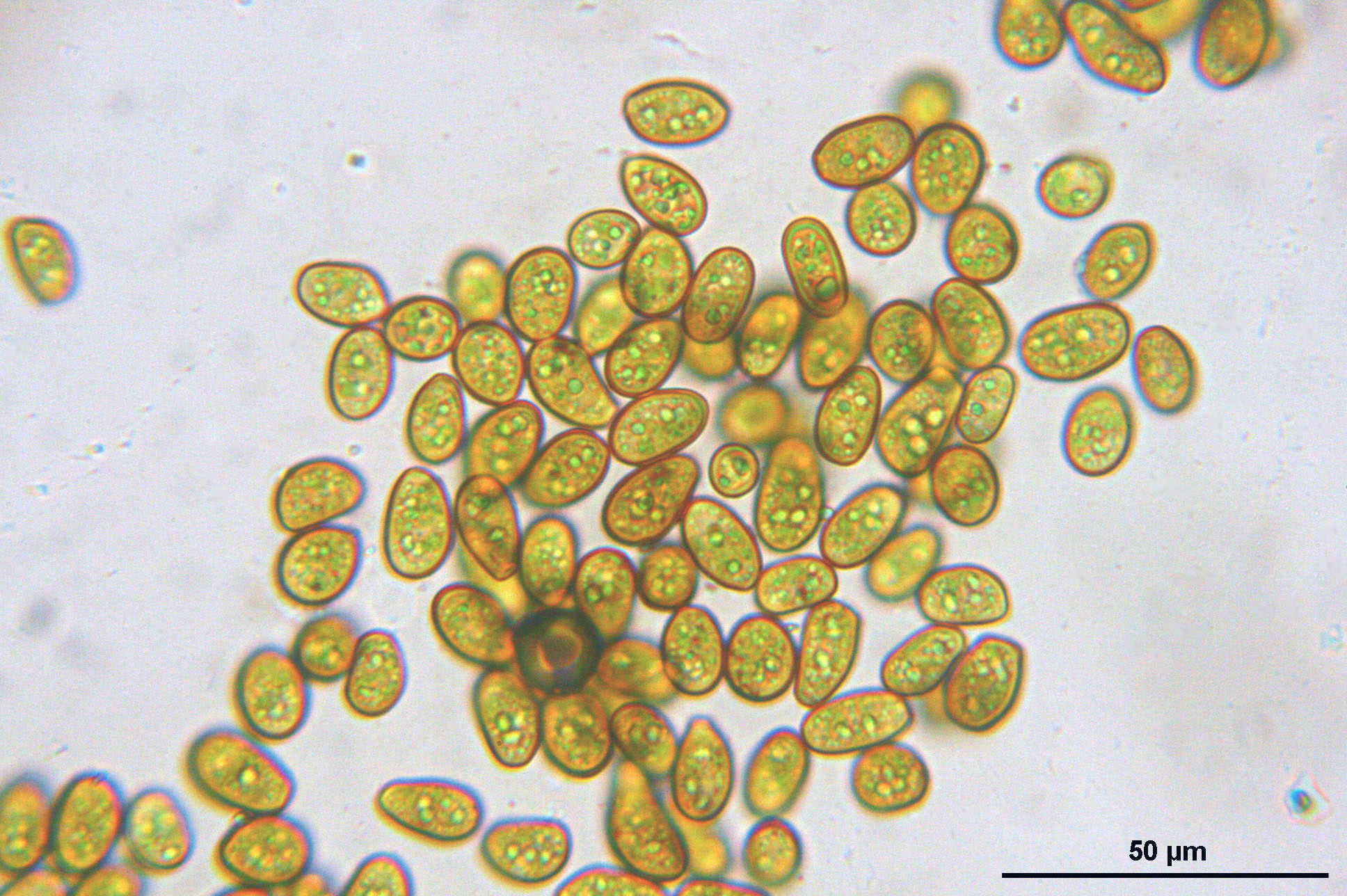
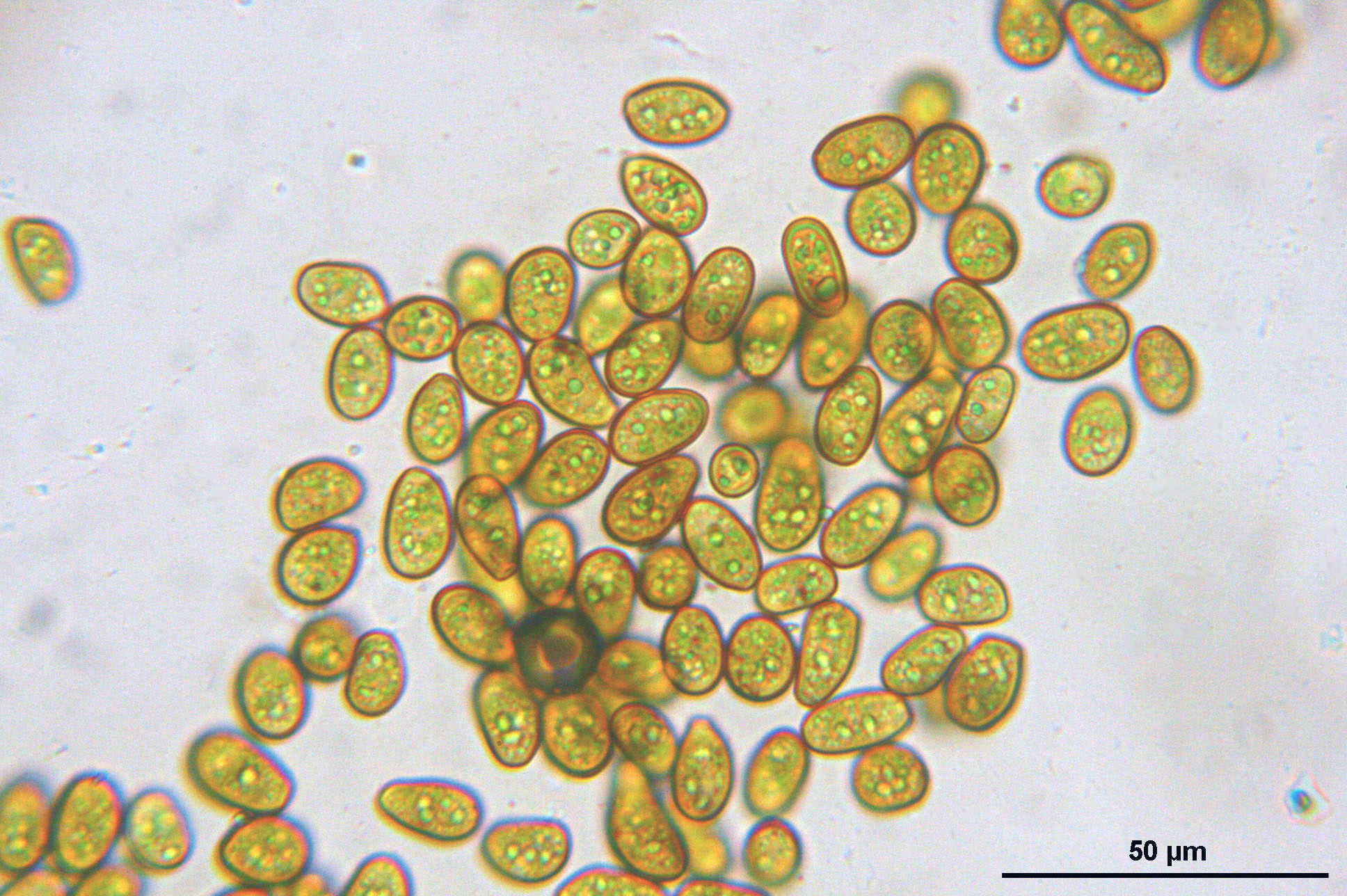
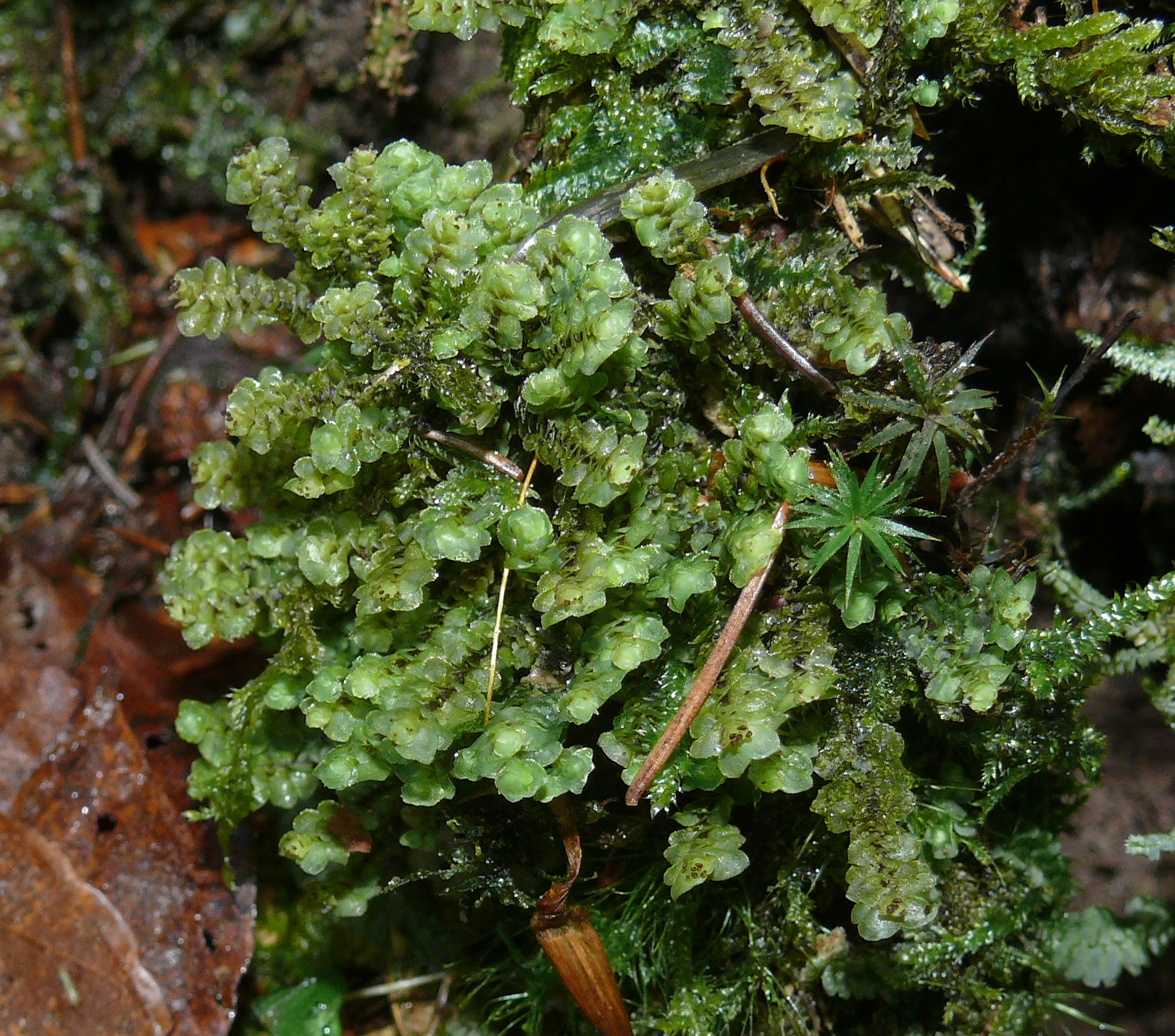
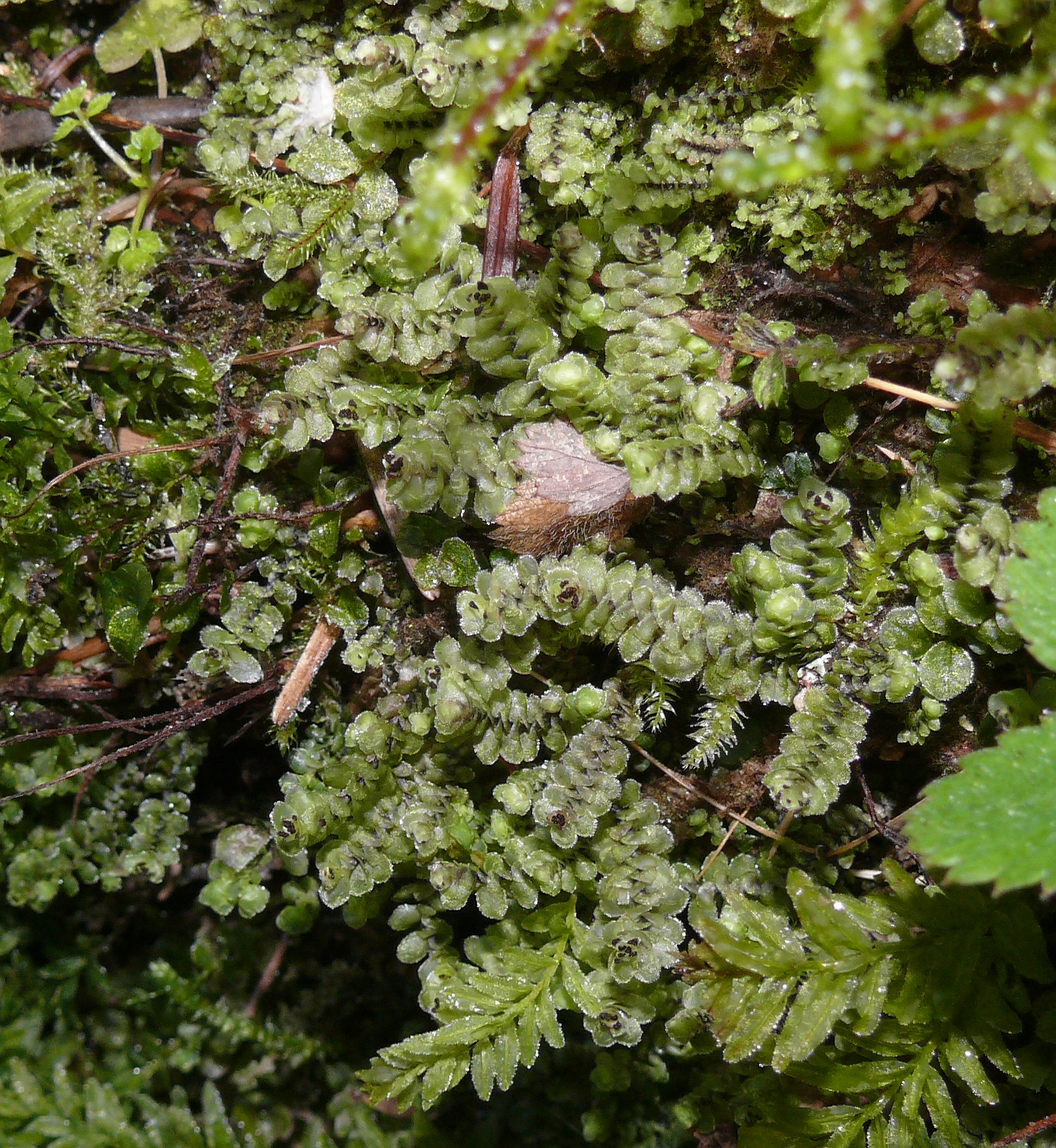
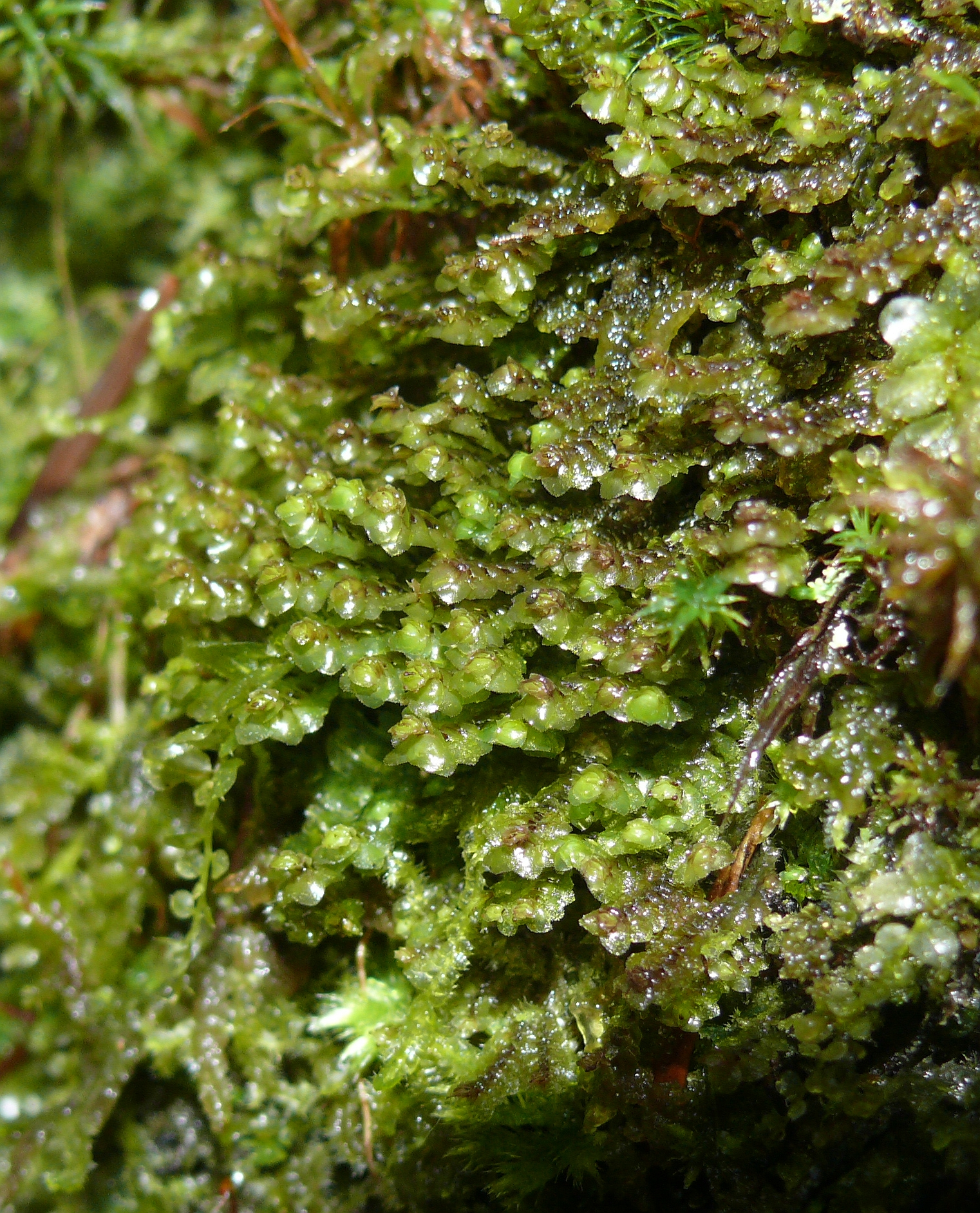